# La Libertad (Huehuetenango)
La Libertad – miasto w zachodniej Gwatemali, w departamencie Huehuetenango, około 73 km na północny zachód od stolicy departamentu, miasta Huehuetenango i około 40 km od granicy państwowej z meksykańskim stanem Chiapas. Miasto leży w dolinie w górach Sierra Madre de Chiapas na wysokości 1528 m n.p.m.
Według danych szacunkowych w 2012 roku liczba ludności miasta wyniosła 12 520 mieszkańców.
Przemysł spożywczy, włókienniczy.

## Gmina La Libertad
Jest siedzibą władz gminy o tej samej nazwie, która w 2012 roku liczyła 38 207 mieszkańców. Gmina jak na warunki Gwatemali jest mała, a jej powierzchnia obejmuje 104 km².